# Saint-Geniez-ô-Merle
Saint-Geniez-ô-Merle ist eine französische Gemeinde mit 91 Einwohnern (Stand 1. Januar 2022) im Département Corrèze in der Region Nouvelle-Aquitaine.

## Geografie
Die Gemeinde liegt im Zentralmassiv, nordöstlich des Stausees von Hautefage (frz.: Barrage de Hautefage) und wird von der Maronne durchflossen, in die hier die Glane Dancèze einmündet. Tulle, die Präfektur des Départements, befindet sich etwa 40 Kilometer nordwestlich und Argentat 10 Kilometer westlich sowie Aurillac im Cantal rund 42 Kilometer südöstlich.
Nachbargemeinden von Saint-Geniez-ô-Merle sind Saint-Privat im Norden, Saint-Cirgues-la-Loutre im Nordosten, Cros-de-Montvert im Südosten, Goulles und Saint-Bonnet-les-Tours-de-Merle im Süden, Sexcles im Südwesten, Hautefage im Westen sowie Servières-le-Château im Nordwesten.

## Wappen
Beschreibung: In Gold mit schwarzen Merletten besät ein roter Zinnenturm mit zwei tagbelichteten Fenstern und einer Toröffnung.

## Einwohnerentwicklung
| Jahr      | 1962 | 1968 | 1975 | 1982 | 1990 | 1999 | 2007 | 2016 |
| Einwohner | 133  | 187  | 169  | 180  | 135  | 116  | 105  | 92   |

## Sehenswürdigkeiten
- Barrage de Hautefage, ein Stausee an der Maronne, genutzt als Wasserkraftwerk durch die Électricité de France.
- Ruinen des Château de Merle aus dem 12. und 14. Jahrhundert[1], seit 1927 als Monument historique klassifiziert